# Букув-Парцель
Букув-Парцель (пол. Buków-Parcel) — село в Польщі, у гміні Уязд Томашовського повіту Лодзинського воєводства.
У 1975-1998 роках село належало до Пйотрковського воєводства.